# 사마라주
사마라주(러시아어: Сама́рская о́бласть 사마르스카야 오블라스티[*], [sɐˈmarskəjə ˈobləsʲtʲ])는 러시아의 연방주체 (주)이다. 그것의 행정중심은 사마라의 도시이다. 1935년부터 1991년까지, 쿠이비셰프주로 알려져 있었다. 2021 인구 조사 기준으로 주의 인구는 3,172,925명이었다.
북쪽으로 타타르스탄 공화국, 동쪽으로 오렌부르크주, 남쪽으로 카자흐스탄 (서카자흐스탄주), 남서쪽으로 사라토프주, 서쪽으로 울리야놉스크주와 접한다.
그것은 3개의 자연 경관 구역에 위치해 있다: 산림구역 (침엽수와 활엽수 숲), 그 기반은 소나무-참나무 숲, 소나무 숲과 활엽수 숲이며 참나무와 단풍나무가 참여한다. 가문비나무가 가끔 합류한다. 타이가 남부 지역은 이 지역의 해안에서 발견된다. 산림초원 구역은 이 지역의 중앙 지역을 차지하며 활엽수 숲, 대부분 참나무와 초원 초원 지역이 결합되어 표현된다. 붉은사슴, 노루, 엘크, 그리고 때때로 곰이 이 숲에서 발견된다. 이 지역의 남쪽은 팁차크와 샐비어브러시로 구성된 초원으로 차지되어 있다.

## 지리

### 시간대
모스크바 시간에 접해 있다. UTC와의 시차는 +04:00이다.

## 주민
러시아인 83,4 %, 타타르인 3,6 %, 모르드바인 3,6 %, 추바시인 3,6 %, 우크라이나인 2,5 %, 벨라루스인 0,6 %, 카자흐인 0,4 %, 유대인 0,4 %, 독일인 0,3 %, 바시키르인 0,2 %, 마리인 0,1 %, 기타 1,3 %가 거주한다.
| 연도                | 인구      | ±%     |
| ------------------- | --------- | ------ |
| 1897                | 2,751,336 | —      |
| 1926                | 2,413,403 | −12.3% |
| 1959                | 2,258,359 | −6.4%  |
| 1970                | 2,750,926 | +21.8% |
| 1979                | 3,092,866 | +12.4% |
| 1989                | 3,265,586 | +5.6%  |
| 2002                | 3,239,737 | −0.8%  |
| 2010                | 3,215,532 | −0.7%  |
| 2021                | 3,172,925 | −1.3%  |
| Source: Census data |           |        |

인구: 3,172,925 (2021년 인구 조사); 3,215,532 (2010년 인구 조사); 3,239,737 (2002년 인구 조사); 3,265,586 (1989년 인구 조사).

## 행정 구역

### 군
- 알렉세옙스키군
- 베젠축스키군
- 보가톱스키군
- 볼셰체르니곱스키군
- 볼셰글루시츠키군
- 보르스키군
- 첼노베르신스키군
- 이사클린스키군
- 카미실린스키군
- 흐보로스탼스키군
- 키넬체르카스키군
- 키넬스키군
- 클랴블린스키군
- 코시킨스키군
- 크라스노아르메이스키군
- 크라스노야르스키군
- 넵테고르스키군
- 페스트랍스키군
- 포흐비스트넵스키군
- 프리볼시스키군
- 세르기옙스키군
- 셴탈린스키군
- 시곤스키군
- 스타브로폴스키군
- 시즈란스키군
- 볼시스키군
- 옐홉스키군

### 도시
- 차파옙스크
- 시즈란
- 톨리야티
- 지굴룝스크